# Serra do Cervo
Serra do Cervo är en ås i Brasilien.   Den ligger i delstaten Minas Gerais, i den sydöstra delen av landet, 700 km söder om huvudstaden Brasília.
Omgivningarna runt Serra do Cervo är huvudsakligen savann. Runt Serra do Cervo är det ganska glesbefolkat, med 47 invånare per kvadratkilometer.